# مکتب پرایری

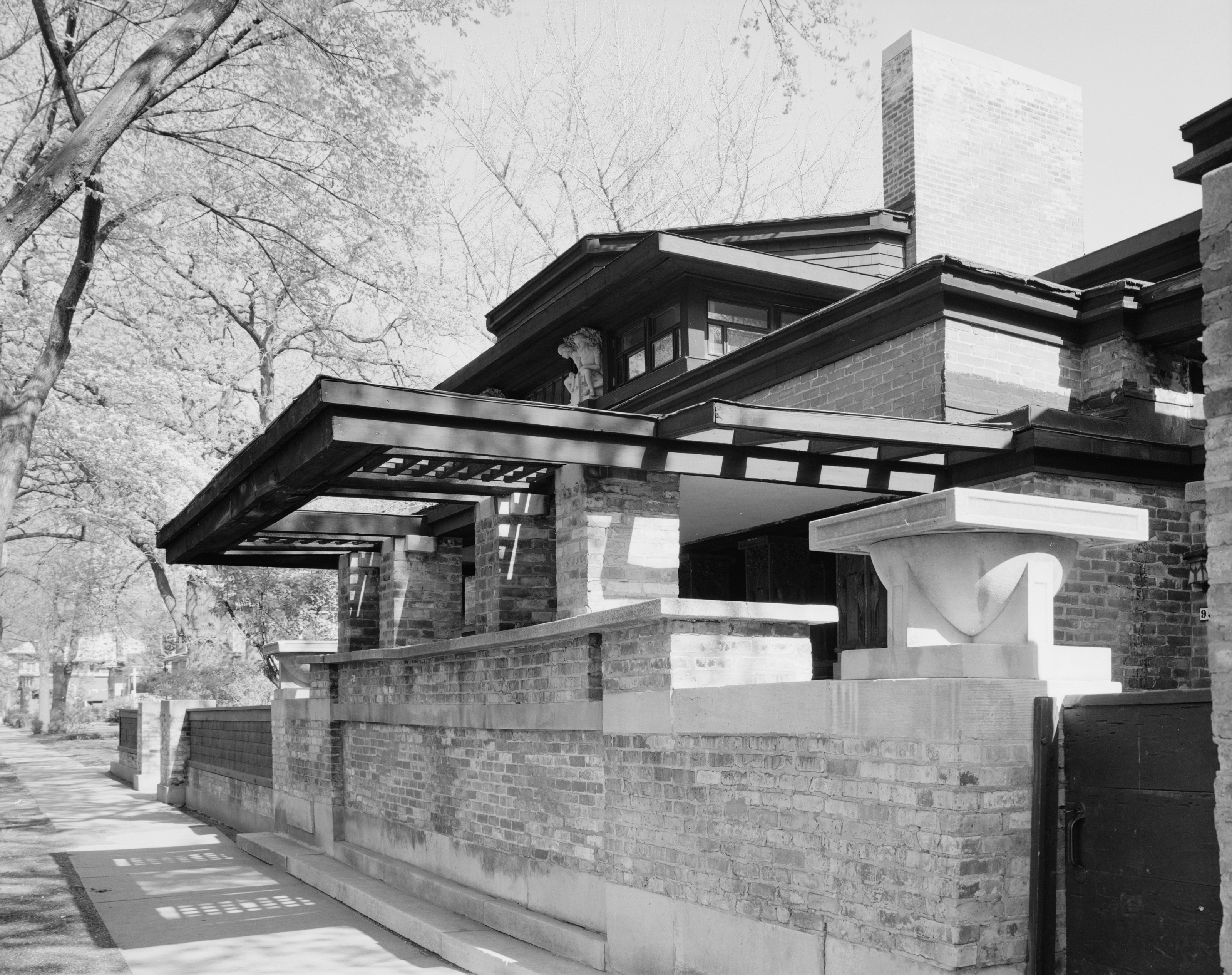
خانه و آتلیه فرانک لوید رایت در اوک پارک ایلینوی که تغییرات پس از ۱۹۱۱ در ساختمان را نشان می‌دهد.

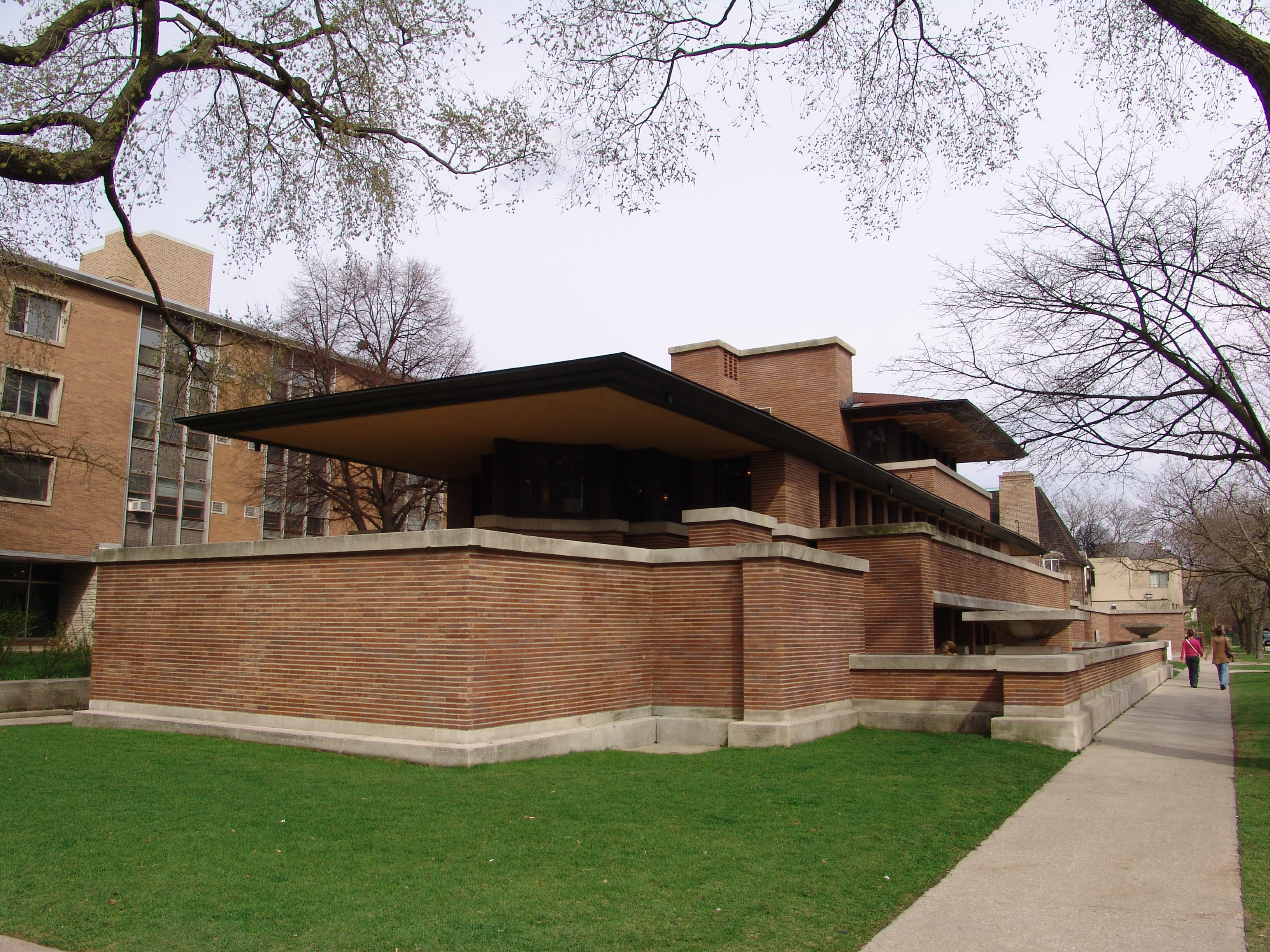
خانه روبی، ۱۹۱۰. که یکی از مثال‌زدنی‌ترین خانه‌های پرایری قلمداد می‌شود.

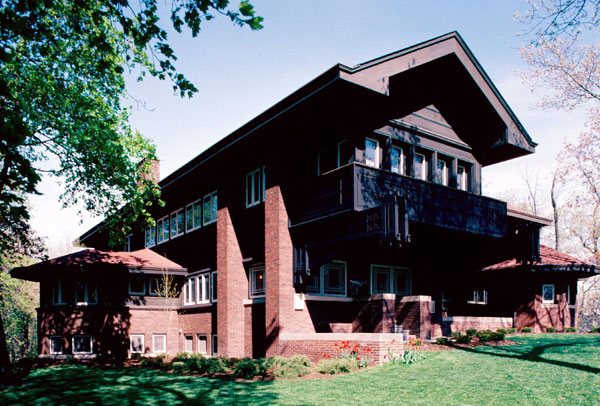
خانه هارولد سی. برادلی اثر لوئی سولیوان و جورج گرانت المسلی.

مکتب پرایری (به انگلیسی: Prairie School) یک سبک معماری متعلق به اواخر قرن نوزدهم و اوایل قرن بیستم است که بیشتر در غرب میانه ایالات متحده رواج داشت. این سبک معمولاً با خطوط افقی، سقف‌های صاف یا ستیغ بام با برآمدگی لبه‌های گسترده، پنجره‌هایی که در نوارهای افقی گروه‌بندی شده‌اند، یکپارچگی با منظره، ساخت و ساز مستحکم، صنعت‌گری و نظم در استفاده از تزئینات مشخص می‌شود. تصور می‌شد که خطوط افقی مناظر دشت‌های بومی آمریکا را تداعی می‌کنند و با گستره‌های پهن، مسطح و بدون درخت ارتباط‌ دارند.
مکتب پرایری تلاشی برای توسعه سبک بومی معماری آمریکای شمالی در هم‌آوایی با آرمانها و طرح زیبایی‌شناختی جنبش هنر و پیشه بود. که به مانند آن آغوش انجمن تولیدکنندگان صنایع دستی و صنعتگران را به مانند پادزهری در برابر اثرات غیر انسانی تولید انبوه باز می‌کرد.